# Hipposideros ater
Hipposideros ater — є одним з видів кажанів родини Hipposideridae.

## Поширення
Країни поширення: Австралія, Індія, Індонезія, Малайзія, М'янма, Папуа Нова Гвінея, Філіппіни, Шрі-Ланка, Таїланд. Він був записаний до 1700 м над рівнем моря. Цей вид лаштує сідала невеликими колоніями на горищах старих солом'яних будинків, старих закинутих будівлях, шахтах, тунелях, водопропускних трубах, колодязях, дуплах великих дерев у лісових (первинних і вторинних) районах, великих щілинах в стінах, печерах на морських берегах. Виліта на полювання пізно. Літає низько й швидко. Полює на малих розмірів жорсткокрилих і комарів. Один малюк народжується після періоду вагітності 150—160 днів.

## Загрози та охорона
Немає серйозних загроз для цього виду в цілому. У зв'язку з широким ареалом, здається ймовірним, що він присутній в багатьох охоронних територіях.